# Renaturalización
Dentro del campo de la ecología, la Renaturalización hace referencia a un conjunto de acciones y actitudes encaminadas a producir efectos compensatorios derivados de la actual Crisis ecológica. Surge para coartar las vías desnaturalizadoras comúnmente aceptadas en el desarrollo de la Modernidad.
Si se trata como actitud, se pueden describir como una predisposición hacia prácticas de resistencia, políticas, sociales y de profundización en consciencia, que abren a nuevos fundamentos para así caracterizar una época presionada, que busca evitar la extinción humana, en la que se reivindican los valores ecológicos y humanos.
Si se trata como acción, las primeras prácticas reconocidas se encaminan hacia procesos remediales, siendo éstos de tipo ambiental, donde lo natural es defendido como momento anterior a cualquier acción del hombre. Momento donde se opta por no intervenir para una autentificación de la naturaleza, o por un recrear mediante definición proyectual o paisajística y de belleza connotado por un reverdecimiento del yo. Incorporando la conciencia colectiva para conseguir una forma-de-vida propia en continuo cambio, impulsada por una revolución interior.
En el mismo sentido, se aleja del término naturalizar a través del acondicionamiento de entornos naturales mediante la incorporación de especies animales o vegetales que no pertenecen al ecosistema intervenido. Es necesario entender las distintas formas de vida locales para garantizar su convivencia en el contexto. A pesar de su vocación de interrupción y de evocación de un tiempo anterior, no se pan trata de alcanzar una completa reversión de los procesos antrópicos, sino de una ralentización o decrecimiento en el consumo de los recursos, promulgando la equidad.

## Antecedentes y empleo del término
El término surge en el contexto de la bioquímica refiriéndose a un proceso de amplificación genética llamado renaturalización. En algunos procesos se utiliza la técnica complementaria de la desnaturalización, revirtiendo la configuración de las proteínas para volver a transformarse finalmente en su estructura inicial del ADN.

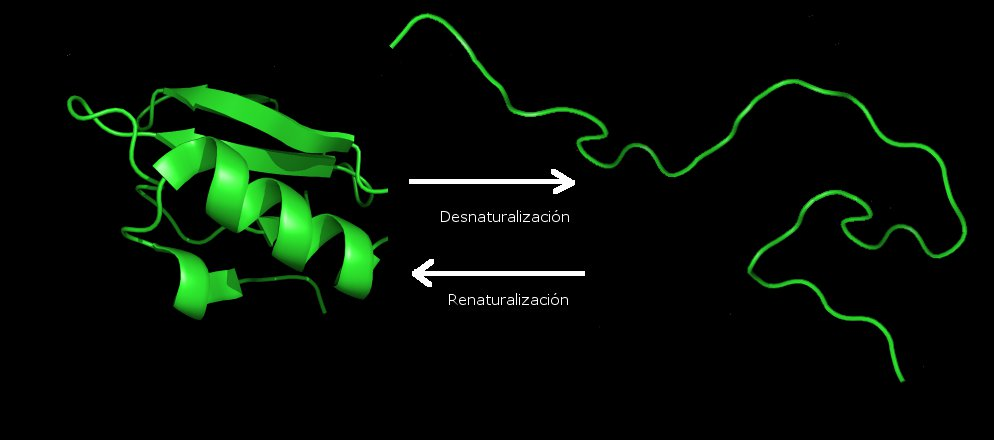
Proteína cuya desnaturalización es reversible

En lo relativo al acondicionamiento de entornos naturales mediante la incorporación de especies animales o vegetales, el término está presente en varios idiomas aunque con connotaciones ligeramente diferentes.
En alemán, Renaturierung hace referencia a la restauración ambiental de entornos, se aplica especialmente a procesos de recuperación llevados a cabo en los cursos de agua. Esta renaturalización de ríos y arroyos, en Suiza recibe el nombre de revitalización, Revitalisierung. Este concepto hace referencia, en su parte etnológica, Revitalisierung (Ethnologie) a revivir ciertas tradiciones y / o valores en sociedades que han tenido experiencias negativas con la modernización, es decir, con el creciente alineamiento cultural hasta el punto de la asimilación en la sociedad mundial moderna dominante.
En francés, Renaturation se refiere principalmente a los procesos mediante los cuales las distintas especies vegetales y animales colonizan espontáneamente un entorno que ha sido perturbado.

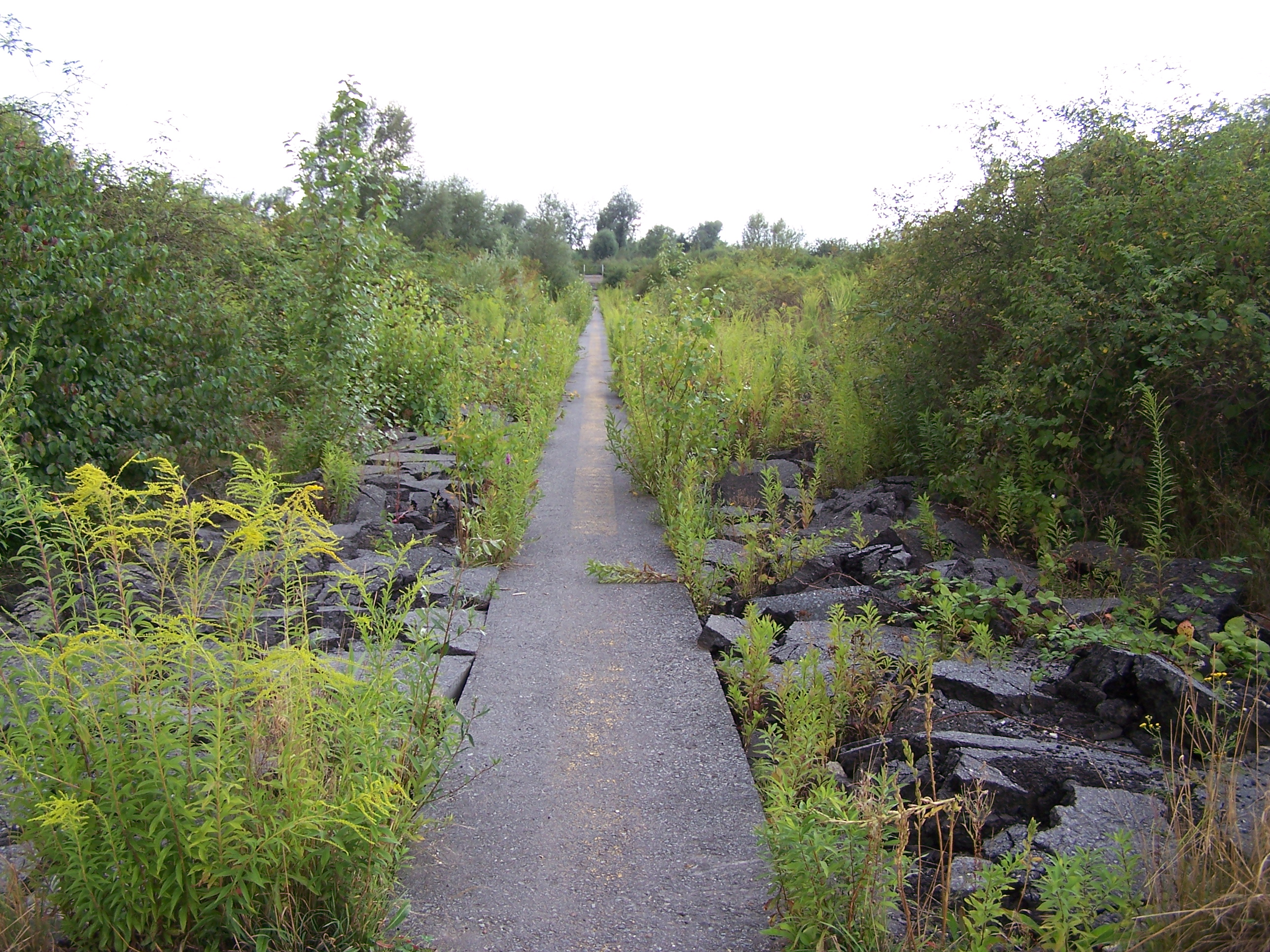
Renaturalización del antiguo aeródromo en Frankfurt-Bonames

Ambas definiciones hacen referencia a un proceso de adaptación de la realidad artificializada a un entorno relacional natural en transformación, en el que intervienen técnicas de la rehabilitación ambiental, restauración ambiental y de la ingeniería ambiental. Se amplifica al escenario territorial, incluyendo las configuraciones urbanas y constituye una compleja tecnología con características propias de una cultura emergente.
Por lo que, el término es actualmente utilizado en urbanismo, en arquitectura y en conservación de la naturaleza. Se refiere a procesos de modificación de una porción del espacio, ya sea un edificio, manzana, barrio, parcela, paisaje o territorio. Esta mutación puede responder a un proceso ecológico espontáneo o a una intervención organizada por actores humanos, más o menos fuertemente artificializados. El empleo del término renaturalizar se aplica en un proyecto participativo en Carabanchel (Madrid), planteando espacios de convivencia ciudadana con la biodiversidad del lugar.
Por otra parte, en el ámbito de la educación se hace referencia a renaturalización del juego libre para que los niños puedan desarrollar sus capacidades psicológicas al disfrutar de riesgos saludables en la diversión compartida.
La “naturaleza” ha cambiado debido a la intervención devastadora del ser humano provocando cambios tan sustanciales como el Cambio Climático además de inaugurar una nueva época geológica denominada como Antropoceno. Los ecosistemas no pueden volver a ser lo que eran, la drástica modificación de las condiciones de vida da como resultado unos ecosistemas mutantes, ya no podemos definirlo como “una simple crisis ecológica a aquello que más bien habría que designar como una profunda mutación de nuestra relación con el mundo”, por lo tanto el proceso ya no es reversible. No es posible volver a un estado pasado naturalizado, más al contrario el proceso de corrección o sanación dará como resultado nuevos ecosistemas diferentes.
En contextos de fragmentación surgen las nuevas problemáticas ecologistas. Será necesaria la "recomposición de las praxis humanas en los dominios más variados", tanto a escala individual como colectiva, tanto en la vida cotidiana, como en la reinvención de la democracia, el registro del urbanismo, la creación artística, el deporte, el paisaje, entre otras, a través de una resingularización Individual y/o colectiva con mecanismos de producción de subjetividad.
Tras la revolución que se ha producido en las nuevas tecnologías y el proceso de globalización es necesario reconocer que el trabajo humano o el hábitat ya nunca volverán a ser como antes. Por ello habrá que hacer una recomposición de los objetivos y de los métodos teniendo en cuenta las condiciones actuales que darán lugar al surgimiento de nuevas modalidades de subjetivación. Una de las preguntas que nos debemos hacer es ¿de qué forma vamos a vivir en el futuro sobre el planeta tras las mutaciones del medio? la respuesta debe darse a escala planetaria y no solo en las relaciones de fuerzas a gran escala, sino también en la sensibilidad y el deseo.
Las consecuencias del deterioro del planeta no son más que “perturbaciones” de unos problemas mucho más profundos relacionados con nuestra forma de vida y ser en sociedad. Desde una perspectiva ecológica Guattari propone tres ideas que considera inseparables: “ecología medioambiental, ecología social y ecología mental”  para dar respuesta a la crisis ecológica. Lo cual implica una (recomposición) de las prácticas sociales e individuales desde una perspectiva “ecofísica” que plantea prácticas sociales que reinventen nuestra forma de estar en el mundo, nuestra forma de vida, lo que podemos interpretar como una renaturalización. Por eso una revolución que dé respuesta a la crisis ecológica tendrá que ser política, social y cultural.

## Renaturalizar entornos. Derecho natural
El rápido consumo de recursos del mundo y su alto impacto medioambiental es responsabilidad de Occidente. En la civilización occidental naturaleza y cultura son conceptos inseparables, para los naturalistas modernos la naturaleza es entendida como un plano a dominar sobre el que se expande el territorio humano, así los entornos han sido “domesticados”  para adaptarlos y dominarlos en beneficio de los intereses de la sociedad.
Frente a la parálisis propia del futuro apocalíptico o la melancolía decadente de un pasado que ya no volverá, renaturalizar es un proceso de cambio, una cura, un tratamiento frente a los males que aquejan a la Tierra. Las relaciones del mundo se han alterado en profundidad mientras la polémica moralista contemporánea sobre lo natural paraliza toda acción. Sin embargo al entender que “lo natural no define lo que es justo, sino que aquello que “está meramente ahí sin más”  situamos los hechos naturales en el terreno político-científico donde se enmarca la lucha por la vida de la humanidad y la Tierra. La realidad natural es múltiple y está abierta al cambio de su definición, los seres humanos y los no humanos son sujetos activos en la Tierra actuando en relación como agentes y constituyen un contexto no jerárquico de transformación ecológica.
Al renaturalizar, la humanidad como sujeto, ya no será actor principal que ejerza el control y el dominio de los entornos, mientras que aquello que no es humano desempeñará un papel activo en el mundo material, el resultado será una concatenación de causas y efectos, donde también tienen espacio los afectos, la libertad o el azar. Por lo tanto en el escenario Tierra se define como una zona de intercambio común, donde todos los agentes tienen posibilidad de actuar y ejercen un vínculo entre lo que somos y hacemos. El cambio necesario en nuestros ecosistemas será compartir la potencia con otros sujetos no humanos, el vínculo entre actores humanos y no humanos es un espacio de relación en el que todos actúan y se influyen.
La Tierra no es inerte, y reacciona frente al cambio global como un sujeto activo mientras que la sociedad tiene una actitud pasiva para corregir la situación. La emergencia ecológica actual implica un estado de guerra contra el sistema economicista de depredación de los entornos. Frente al desafío planteado, toda posibilidad de discurso y reflexión ético-ambiental es efectiva cuando se lleva a la acción en colectivo.

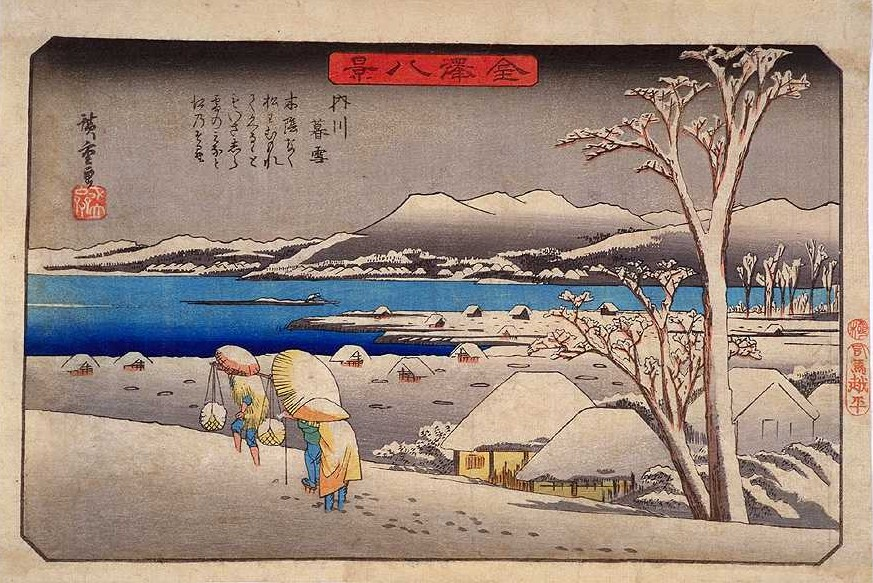
Lo humano y lo no humano siempre tienen la potencialidad de actuar como agentes activos. Utagawa hiroshige

El horizonte a perseguir será convivir con el Antropoceno en una era postnatural y posthumana (superado el concepto de hombre moderno) donde se pongan en juego pasiones políticas y acciones conflictivas para adaptar la situación. La naturaleza ya no es exterior e inhumana, se encuentra en el interior de lo humano y es sensible a nuestras acciones. El futuro compartido será el de la distribución de posibilidades de actuar para construir diferentes equilibrios ecológicos en un mundo biocéntrico. Renaturalizar será una nueva universalidad tejida en colectivos activos múltiples humanos y no humanos en diferentes contextos de actuación, emergiendo una nueva historia común siempre en construcción, siempre en transformación.

## Renaturalizar formas de vida
La sujeción de la vida al poder constituye el núcleo originario de la política en occidente. Lejos de tratarse de un fenómeno fundamentalmente moderno,la biopolítica separa la vida de su forma generando una vida vulnerable a la violencia de la soberanía. Es esta separación el centro del conflicto entre lo biológico y lo político en el ser humano y lo que incita al funcionamiento de una decisión biopolítica.
Detectar el funcionamiento de este dispositivo biopolítico y hacerlo inoperante se presenta como un proceso remedial fundamental para transformar la biopolítica en una nueva política sustraída a las aporías de la soberanía que permita renaturalizar la forma de vida entendiendo por ello el ingreso a una nueva situación en la cual no se les puede asignar a lo biológico y a lo político en el ser humano una identidad determinada porque precisamente están en una dimensión de indiferencia y no-relación que hace imposible la producción de una vida desnuda.
No obstante, esta nueva concepción de la política más allá del biopoder - basándose en la posibilidad de disposición de las maneras de vivir y de la imposible disyunción entre individualidad y política – más que sugerir el retorno a una situación originaria altera la concepción sociológica tradicional del determinismo social e inscribe el ser humano en la esfera de una resistencia posible en torno a los límites y alcances del llegar a ser o permanecer siendo hombre en el momento posthumano caracterizado por el desenfreno y la violencia desinhibida. Esta resistencia sólo es posible a través de un pensamiento ecológico en red que supere el dualismo impuesto entre lo natural y lo artificial propio de la visión humanista del mundo e indiferente ante la unidad casi indistinta de un único entorno natural y tecnológico.
Es este pensamiento; no en tanto que pensamiento individual, sino más bien como una experiencia, implicando su proceso, su propia receptividad  y por encima de todo su participación en el intelecto general, lo que puede prometer el paso desde formas de vida a una forma-de-vida que renuncia al mecanismo jurídico y a la apropiación de las cosas convirtiéndose de este modo en una vida que se da su propia forma. Por lo que, la forma de vida no es siempre únicamente acto, sino pura posibilidad, pura contingencia presentándose siempre en continuo cambio. Así, lo que caracteriza la potencialidad de la forma de vida es la relación con la posibilidad de su privación, con su propia incapacidad.
Se trata de una concepción transindividual de la inteligencia, en cuanto que cada individuo se sumerge en ella, se alimenta de ella directamente o indirectamente, y contribuye localmente en la misma a medida en que se beneficia globalmente. No obstante, una de las particularidades de la multitud es la investigación realista de nuevas formas políticas, el impulso y fomento del desvanecimiento de la representación política: no como un gesto anarquista, más bien como una investigación tranquila y serena de nuevas formas políticas. De este modo, para poder acoger una filosofía política de la forma-de-vida es necesario el pensamiento de la multitud, de las "formas de vida plurales" y del "intelecto general."

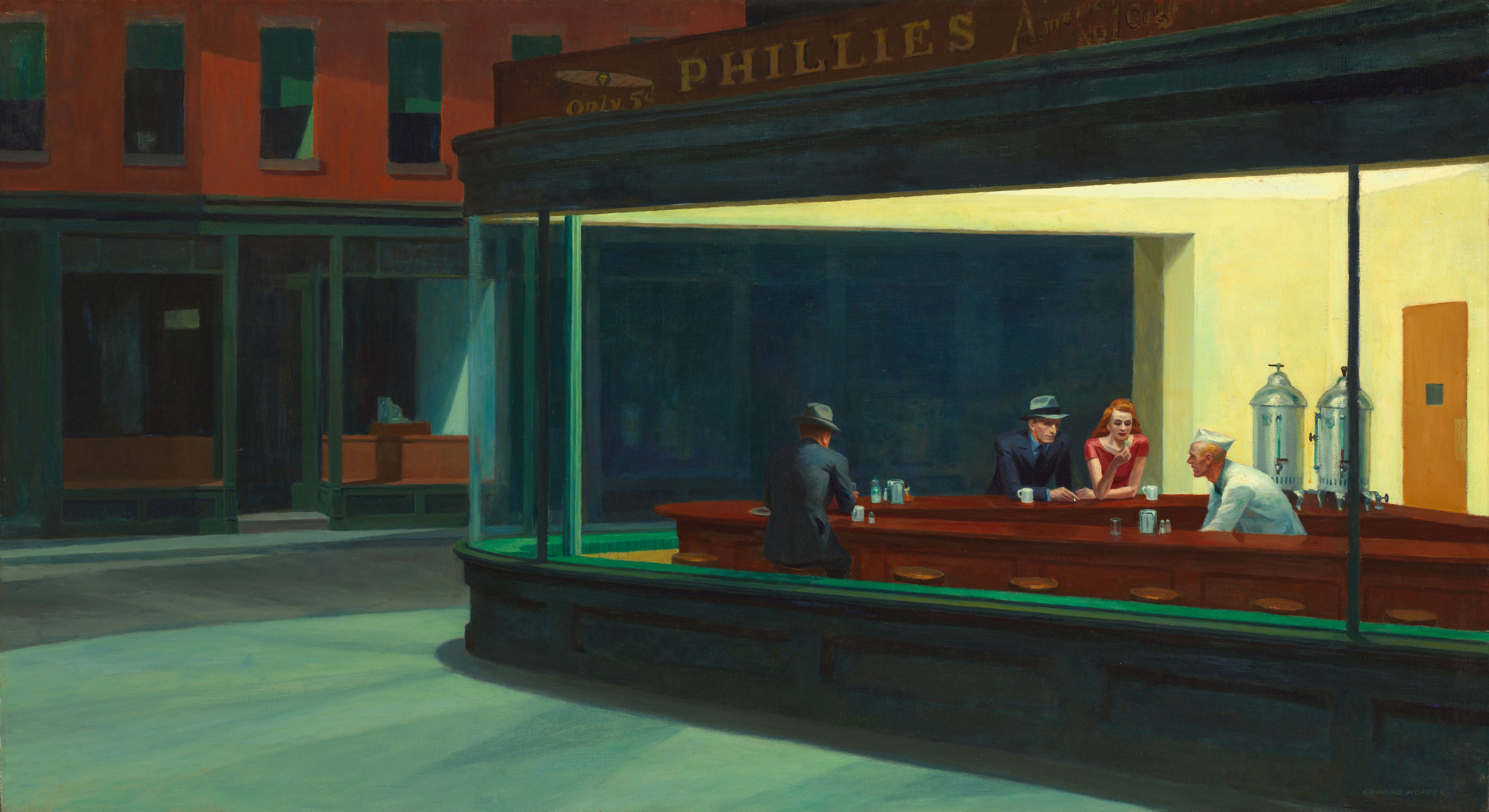
La Modernidad contemporánea separa al individuo de la naturaleza al artificializar la Tierra

## Límites y distanciamientos
El concepto renaturalizar no puede ser entendido como un término cerrado como la rehabilitación ambiental sino que debe abrirse a la vida dentro de lo humano y lo no humano. Es un proceso abierto, en construcción no definido a través de unas condiciones estrictas que limiten su aplicación en un sentido reducionista. No obstante, son acciones éticas alternativas contextuales de relaciones no jerárquicas complejas, donde se potencia la vida múltiple en un hacer continuo colectivo.

## Ampliaciones y resonancias
Renaturalizar puede concebirse en diferentes ámbitos del conocimiento, está abierto a la incorporación de múltiples acciones colectivas que establezcan una nueva relación entre lo humano y lo no humano.
El término renaturalizar se puede aplicar a la iniciativa de WWF Live Well, proyecto Europeo en el que estudian los hábitos de consumo alimentario con el cambio climático y proponen una nueva relación más sana con la dieta, la producción ecológica de alimentos y la reducción de la huella ecológica global. El objetivo es intervenir en los problemas alimentarios y de salud que produce el sistema alimentario capitalista.
En formas de vida podemos señalar la técnica Cut-ups de comportamiento en el que se propone cambiar la forma de vida a través de la unión creativa de recortes de diferentes comportamientos sociales, lo que da como resultado una nueva forma de vida experimentada y alterada.

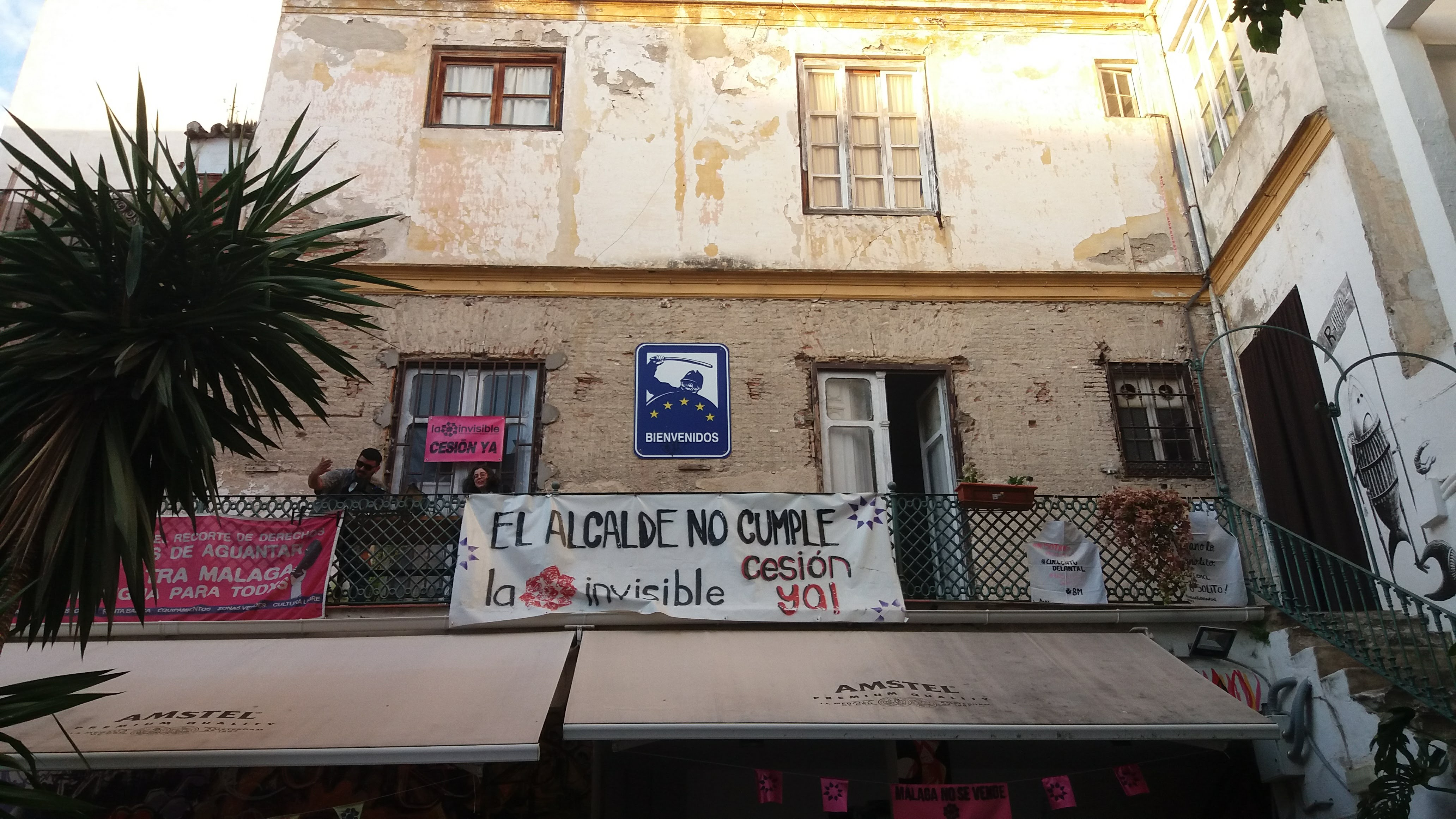
La Casa Invisible, exposición de la obra de Rogelio López Cuenca

Renaturalizar en las ciudades se puede entender como proceso social, proceso de recuerdos de los propios individuos en los que no se pretende buscar una forma sino participar involucrándose en un proceso. En el que se deja de lado a un sujeto creador y se abre un nuevo camino en el que la formalización final no es el único objetivo, para cambiar las miradas y la percepción.